# Raghuji III
Raghuji III fou el darrer raja maratha de Nagpur, de la família Bhonsle. Va regnar del 1818 a la seva mort el 1853.
El seu antecessor Appa Sahib (Mudhoji II) fou arrestat el 15 de març de 1818 i enviat lluny de Nagpur. El tron va quedar vacant. El resident Jenkins va decidir adoptar a Bajiba, fill de Banu Bai (filla de Raghuji II) i fou coronat el 26 de juny de 1818. Bajiba va adoptar el nom de Raghuji III. Tenia llavors només 10 anys i l'administració va seguir totalment en mans del resident.
L'1 de desembre de 1826 es va signar un nou tractat que complementava el de l'aliança subsidaria; fou ratificat pel governador general el 13 de desembre de 1826. El dia 29 de desembre Jenkins va sortir de Nagpur (ciutat) cap a Bombai i assolí el càrrec de resident el capità Hamilton interinament fins a l'arribada de Wilder el 12 d'abril de 1827.
Raghuji havia estat educat per tutors designats per Jenkins i havia tingut algun interès per afers d'administració però després va perdre aquest interès i preferia la música i dansa; es va fer addicte a la beguda; tot i així fou un sobirà justi popular entre els seus súbdits. El 1838 va peregrinar a diversos llocs sants escortat pel capità Fitzgerald.
Va tenir vuit dones però no va deixar fills amb cap, encara que no era estèril doncs si que va tenir un fill, però va morir infant. Va acceptar com a natural la manca de successió i esperava que d'alguna manera es resoldria, però no va estar en bons termes amb el darrer resident Mansel que en conseqüència no va afavorir altra cosa que l'annexió.
Quan tenia 47 anys es va posar malalt. Va beure desesperadament durant els 25 dies que va durar la malaltia i va acabar morint l'11 de desembre de 1853. La cerimònia fúnebre la va fer el seu nebot Nana Ahir Rao, i el fill d'aquest Jaswant Rao (o Yasavant Rao) fou adoptat com a successor i va agafar el nom de Janoji II. L'afer de l'adopció ja havia estat discutit anteriorment: el 1827 el resident Cavendish havia conclòs que Raghuji III no tenia dret a adoptar perquè el territori havia estat conquerit i donat a Raghuji i els seus fills; el 1840 Wilkinson va opinar el contrari, ja que al tractat de 1826 els britànics prometien conservar el principat a perpetuïtat: Mansel (resident del 1850 al 1854) estava contra l'adopció. La Cort de Directors va decidir en favor que l'estat fos annexionat en virtut de la doctrina del lapse. El 13 de març de 1854 Mansel esdevenia primer comissionat de la província de Nagpur. Baka Bai, la reina favorita de Raghuji II, i les esposes de Raghuji III, foren informades de la decisió. No hi va haver oposició popular. El tresor privat de la família Bhonsle fou confiscat i les ranis pensionades. 136 caixes de joies i objectes valuosos foren tretes del palau a l'octubre de 1854; de la seva venda van sortir les pensions que es van pagar a :
- Baka Bai (120.000 rúpies), morta a Nagpur el 7 de setembre de 1858 amb 77 anys
- Annapurna Bai (primera reina, 	50.000 rúpies)
- Altres set reines (25.000 rúpies cadascuna)
- Savitri Bai (esposa d'Appa Sahib, 10.000 rúpies)
- Altres membres de la família (20.000 rúpies cadascun)
- El raja gond de Nagpur (125.000 rúpies, compatible amb la que gaudia dels marathes)

L'adopció de Janoji II fou reconeguda el 1861 sota el virrei Lord Canning i se li va concedir una pensió de 120.000 rúpies i el títol de raja bahadur de Devur. A la seva mort la pensió fou revisada però el títol es va conservar. Janoji II va morir el 1881. El títol va passar al seu fill Raghuji Deo.